# Donatia novae-zelandiae
Espèce

Donatia novae-zelandiae est une espèce de plantes à fleurs dicotylédones de la famille des Stylidiaceae, originaire de Nouvelle-Zélande et de Tasmanie.

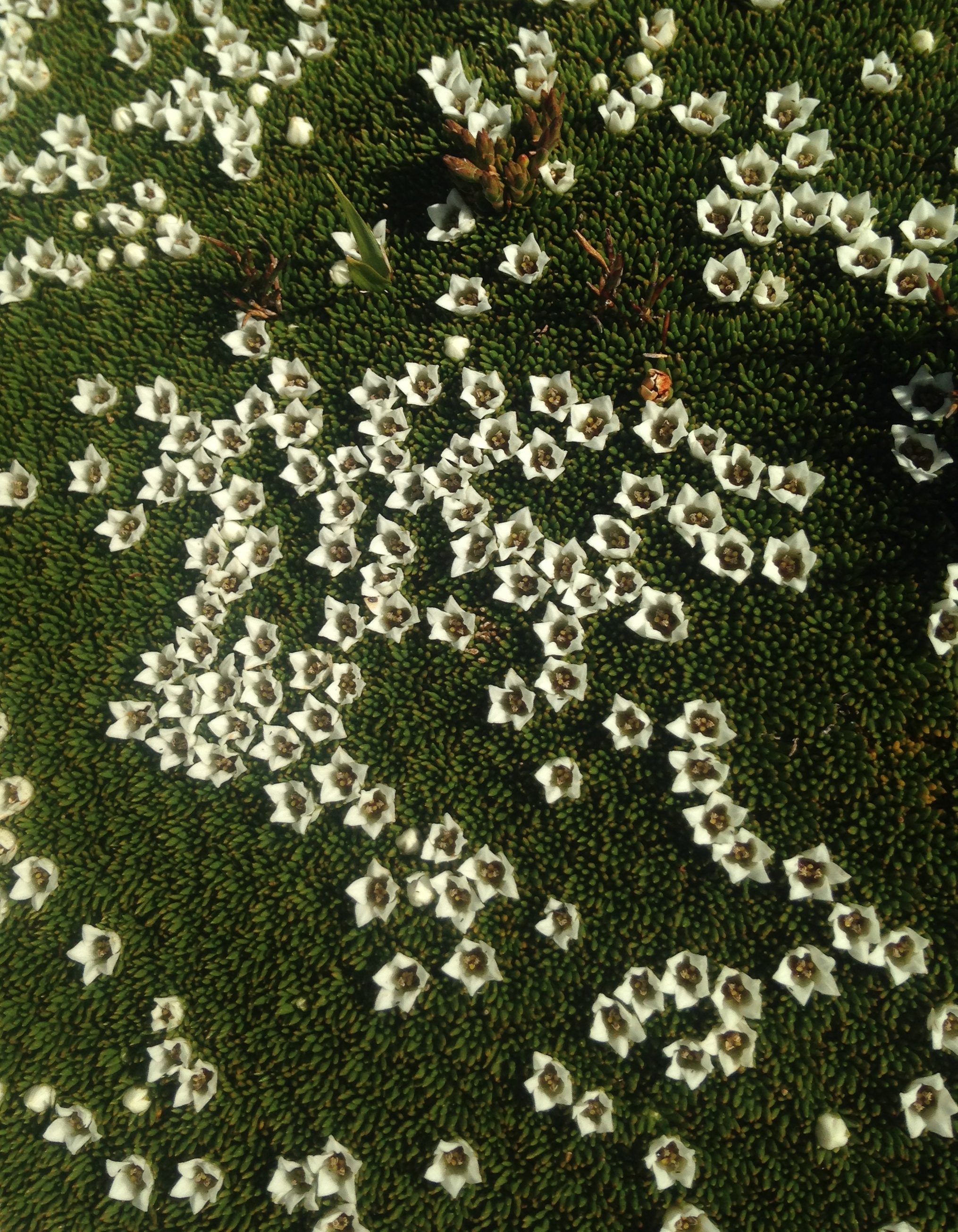
Fleurs.

Ce sont des plantes herbacées vivaces formant des coussins compact, très denses et souvent très larges, qui se rencontrent dans les zones subalpines humides des montagnes de Nouvelle-Zélande et de Tasmanie.